# Bamboo Collage
『Bamboo Collage』（バンブー コラージュ）は、高橋瞳の2枚目のオリジナルアルバム。2007年10月24日発売。

## 解説
- 前作デビューアルバム『sympathy』より約1年7か月振りのアルバム。
- 楽曲提供に、TAKUYA(ex. JUDY AND MARY)、ガガガSPのコザック前田、山本聡、175RのSHOGOらを迎えている。

## 収録曲

### CD
1. グラデュエイション
この曲のインスピレーションは本人の学校卒業。
2. キャンディ・ライン
6thシングル。テレビ東京系アニメ『銀魂』エンディング・テーマ。
3. PRIDE
7thシングルのカップリング曲。
4. ブレイクスルー
5. 夜のメロディ
6. 強くなれ
8thシングル。映画『包帯クラブ』テーマ・ソング。
7. 恋愛狂の詩
｢れんあいきょうのうた｣と読む。
8. セレクション
9. コミュニケイション
4thシングル。日本テレビ系「音楽戦士 MUSIC FIGHTER」2006年7月エンディング・テーマ。TAKUYAによる初の作曲・プロデュース楽曲。
10. コ・モ・レ・ビ -Bamboo Ver.-
5thシングル。映画『手紙』主題歌。オリジナルバラードバージョンのロックリアレンジ。
11. JET BOY JET GIRL
7thシングル。MBS・TBS系アニメ『地球へ…』オープニング・テーマ。
12. STAY TUNE
13. 感じるまま
6thシングルのカップリング曲。

### 初回限定盤DVD
1. コミュニケイション
2. コ・モ・レ・ビ
3. キャンディ・ライン
4. JET BOY JET GIRL
5. 強くなれ